# Jean-François Portarrieu
Jean-François Portarrieu, né le 14 octobre 1965 à Aucamville (Haute-Garonne), est un journaliste et homme politique français. Il est député de la 5e circonscription de la Haute-Garonne depuis 2017.

## Biographie
Jean-François Portarrieu naît le 14 octobre 1965 à Aucamville. Ses grands-parents, puis ses parents, y ont tenu pendant cinquante ans le restaurant des Pins, route de Fronton. Durant sa jeunesse, il pratique le cyclisme (et décroche un titre de champion des Pyrénées junior),, ainsi que le rugby, qu'il pratique aussi avec l'équipe du XV Parlementaire.
Il est marié et père d'un enfant.

### Formation et carrière professionnelle
Jean-François Portarrieu enseigne la philosophie pendant sept ans en région parisienne, avant de revenir à Toulouse comme journaliste à La Dépêche du Midi pendant douze ans. De 2008 à 2014, il est directeur de cabinet adjoint du maire de Toulouse, le socialiste Pierre Cohen, avant de partir diriger la communauté d'agglomération du Grand Narbonne, où il retrouve Didier Codorniou, maire de Gruissan sous l'étiquette du Parti radical de gauche (PRG).

## Carrière politique
En janvier 2016, après une rencontre avec Emmanuel Macron à la Grande-Motte, Jean-François Portarrieu rejoint son parti, La République en marche. En 2017, issu de la société civile, il brigue un mandat politique pour la première fois, en se présentant aux élections législatives dans la 5e circonscription de la Haute-Garonne.

### Premier mandat (2017-2022)
Il est élu député le 18 juin 2017, avec près de 67 % des voix au second tour face à un candidat du Front national (FN). Il succède ainsi à Françoise Imbert dans cette circonscription du Nord toulousain. À l'Assemblée nationale, il siège au sein de la commission des Affaires étrangères. Dans ce contexte, il est désigné en novembre 2017 comme rapporteur de la mission parlementaire « attractivité touristique de la France ». Son rapport est adopté en octobre 2018.
Chargé par Stanislas Guerini de rédiger un accord électoral avec Jean-Luc Moudenc pour les élections municipales de 2020, Jean-François Portarrieu est désigné chef de file de La République en marche à Toulouse et figure à ce titre sur la liste de large rassemblement « Aimer Toulouse ». Élu le 28 juin 2020 comme conseiller municipal de Toulouse et conseiller métropolitain de Toulouse Métropole, il est désigné co-président du groupe politique majoritaire de Toulouse Métropole.
Il est nommé au Conseil d'orientation des infrastructures, instance d'expertise inscrite dans la Loi d'orientation des mobilités, et installé par le ministre délégué auprès du ministre de la Transition écologique, chargé des transports, Jean-Baptiste Djebbari, le 11 mars 2021,,[source insuffisante].

### Second mandat (2022-2027)
En mai 2022, Jean-François Portarrieu annonce être candidat à sa réélection, après avoir obtenu l'investiture de la majorité présidentielle, par un courrier aux maires de sa circonscription et avant de le rendre public,,,. Il est réélu le 19 juin 2022 avec 52 % des voix face à Sylvie Espagnolle, la candidate de La France insoumise investie par la Nouvelle Union populaire écologique et solidaire (NUPES).
Sous la XVIe législature, il siège d'abord comme apparenté au groupe Horizons, membre de la majorité présidentielle, avant de devenir membre du même groupe. Le 30 juin 2022, il est élu secrétaire de la commission des Affaires étrangères.
Vice-président du groupe d'amitié France-Arménie, il se rend en février 2023 dans la capitale arménienne Erevan, aux côtés de l'ancien Premier ministre Édouard Philippe, afin d'évaluer la situation dans le Haut-Karabagh. Il alerte le gouvernement sur l'inquiétude des populations arméniennes du Karabakh, confirmées par la ministre de l'Europe et des Affaires étrangères qui appelle au respect du droit international,,.
Membre de l'Office parlementaire d'évaluation des choix scientifiques et technologiques (OPECST), il est chargé de conduire la mission sur la décarbonation de l'industrie aéronautique avec le sénateur Pierre Médevielle,. Il prend régulièrement position en soutien à l’aéronautique, une filière qui pèse plus de 60 000 emplois dans la région toulousaine dont 28 000 rien que pour Airbus. Alors que l’application du ZAN (Zéro artificialisation nette) a soulevé de nombreuses inquiétudes, il interpelle le gouvernement pour faire considérer le secteur « d’intérêt national » avec l’octroi d’un crédit de 54 hectares pour son développement,,,,.
À l'issue des législatives convoquées après la dissolution de juin 2024, Jean-François Portarrieu est à nouveau réélu face au candidat du Rassemblement national. Il se dit satisfait d’avoir écarté pour la troisième fois en 7 ans le candidat du Rassemblement national sur sa circonscription et annonce à cette occasion vouloir rester un député loin des étiquettes partisanes et conserve son appartenance au groupe Horizons à l’Assemblée nationale en tant que membre apparenté,.
Après son élection à la co-présidence de l’Anev (Association nationale des élus de la vigne et du vin) en 2024, il relève les difficultés de relayer les demandes de la filière et plaide pour un grenelle de la viticulture.